# Kalpi Ouattara
Kalpi Wilfried Ouattara, född 29 december 1998 är en ivoriansk fotbollsspelare.

## Karriär
I augusti 2019 lånades Ouattara ut av ASEC Mimosas till Östersunds FK på ett låneavtal över resten av året. Inför säsongen 2020 skrev han på ett treårskontrakt med klubben. I januari 2023 förlängde Ouattara sitt kontrakt med ett år. Efter säsongen 2023 lämnade han klubben.